# 5777 Hanaki
5777 Hanaki eller 1989 XF är en asteroid i huvudbältet som upptäcktes den 3 december 1989 av de båda japanska astronomerna Toshimasa Furuta och Yoshikane Mizuno vid Kani-observatoriet. Den är uppkallad efter Yoichi Hanaki.
Den tillhör asteroidgruppen Innes.